# 스벤 보트만
스벤 보트만 (Sven Botman, 2000년 1월 12일 ~ )는 네덜란드의 축구 선수이며, 뉴캐슬 유나이티드에서 센터백으로 뛰고 있다.

## 클럽 경력

### 아약스
2018년 6월 23일, 친선 경기인 VVSB과의 경기에서 성인무대 데뷔전을 가졌다. 2018년 8월 17일에는 로다 JC과의 경기에서 에이르스터 디비시 데뷔전을 가졌다.

### 릴
2020년 7월 31일, 리그 1 클럽 릴과 5년 계약을 체결하였다. 이적료는 약 800만~900만 유로이다.

### 뉴캐슬 유나이티드
2022년 6월 28일, 프리미어리그 클럽 뉴캐슬 유나이티드와 5년 계약을 체결하였다. 언론 보도에 따르면 이적료는 3600만 유로이다.

## 국가대표팀 경력
2020년 11월, 네덜란드 축구 국가대표팀에 소집되었으나 경기에 출장하지 못하였다.
2023년 3월 17일, 보트만은 UEFA 유로 2024 예선에서 프랑스 축구 국가대표팀과 지브롤터 축구 국가대표팀을 상대할 네덜란드 축구 국가대표팀의 선수 명단에 발탁되었으나 2023년 3월 23일 아침 바이러스 감염 증상으로 인해 대표팀에서 하차했다.